# 泰安海岸國立公園
泰安海岸國立公園（：／ Taean Haean Gungnip Gongwon */?）是位於韓國忠清南道泰安郡與保寧市的海岸型國立公園。1978年10月20日指定，是韓國第13座國立公園，總面積327平方公里。

## 沿革
- 1978年10月20日：瑞山泰安海岸國立公園指定 (建設部公告第109號)。
- 1987年7月1日：國立公園管理公團設立。
- 1987年8月5日：國立公園管理公團瑞山海岸管理事務所開所。
- 1990年3月22日：公園名稱變更 (瑞山海岸→泰安海岸國立公園)。

## 關聯區域
- 忠清南道
  - 泰安郡安眠邑、遠北面、所遠面、近興面、南面、古南面
  - 保寧市鰲川面